# Villanueva del Duque
Villanueva del Duque es un municipio español de la provincia de Córdoba, Andalucía. En el año 2020 contaba con 1448 habitantes. Su extensión superficial es de 137,64 km² y tiene una densidad de 11,04 hab/km². Se encuentra situada a una altitud de 585 metros y a 76 kilómetros de la capital de provincia, Córdoba. Hasta el año 1833, Villanueva del Duque formaba parte de Extremadura.
Villanueva del Duque aporta múltiples y diferentes posibilidades para el aficionado a la naturaleza. Su extenso término municipal da lugar a una gran variedad paisajística y biológica.

## Geografía

### Ubicación
El municipio se localiza en el noroeste de la provincia, encontrándose situado en la comarca de Los Pedroches, a 72 kilómetros de Córdoba. El término municipal está atravesado por la carretera nacional N-502, entre los pK 367-374 y 378, además de por las carreteras autonómicas A-422, que conecta con Alcaracejos y Fuente la Lancha, y A-430, que se dirige hacia Peñarroya-Pueblonuevo. Una carretera local se dirige también hacia Villaralto. Limita con los siguientes municipios:
| Noroeste: Hinojosa del Duque y Fuente la Lancha | Norte: Hinojosa del Duque | Noreste: Villaralto  |
| Oeste: Hinojosa del Duque                       |                           | Este: Alcaracejos    |
| Suroeste: Belmez                                | Sur: Espiel               | Sureste: Alcaracejos |

El relieve del municipio está definido por la llanura de Los Pedroches, el valle del río Cuzna y la zona montañosa que hace de límite con Belmez y Espiel. La altitud oscila entre los 920 metros al sur y los 530 metros a orillas de un arroyo al norte. El pueblo se alza a 582 metros sobre el nivel del mar. 

## Historia
Villanueva del Duque fue fundada en los siglos bajomedievales, aunque el territorio tuvo notable importancia durante la época árabe, ya que en su término se asentó el clan bereber de kazna, como lo atestiguan los restos aparecidos en el denominado Castillo de la Morra, situado junto al Cuzna. Surge por el éxodo de los vecinos del antiguo poblado de El Allozo, el cual estaba situado mucho más lejos. A causa de la peste en el emplazamiento actual, llamándolo Retamal, allá por el último tercio del siglo XIII. 
Hacia principios del siglo XVI toma el nombre de Villanueva del Marqués, manteniéndolo hasta finales del 1680, año en el que definitivamente queda con el topónimo "del Duque" en agradecimiento al Duque de Béjar. En 1631 recibió de manos de Felipe IV el título de Villa, por el que pagó cuatro mil ducados el propio conde de Belalcázar y duque de Béjar, independizándose de la vecina Hinojosa la cual luchó hasta intentar quitarle el máximo del término actual.
En la antigüedad y no lejos de la villa actual, existió una población con el nombre de Allozo o Ayozo, famosa por sus viñas y lagares, donde posiblemente estuvieran los remotos orígenes de esta villa. Pero Villanueva del Duque tuvo su origen en El Retamal, que se pobló a partir del siglo XIII a causa de la peste que asolaba otras poblaciones. Vinculada en sus orígenes a Hinojosa del Duque, perteneció al condado de Belalcázar, de don Alfonso de Sotomayor, fundado por Enrique IV de Castilla. Sin embargo, la bonanza económica le llega a Villanueva con la explotación de las minas.
En 1850 la localidad fue descrita como sigue:

Villanueva del Duque: v. con ayunt. en la prov. y dióc. de Córdoba (11 leg.), part. jud. de Pozoblanco (2), aud. terr. y c. g. de Sevilla (30): sit. al pie de una colina, donde la combaten generalmente los vientos del N.; el clima aunque frío es saludable, y sujeto á algunas tercianas en el verano. Tiene 332 casas, entre ellas la consistorial y la cárcel; escuela de primeras letras con la dotación de 4.800 rs. anuales, concurrida por 50 discípulos; igl. parr. (San Mateo) servida por un cura párroco; 2 ermitas fuera de la población, Ntra. Sra. de Guía y San Gregorio, y 3 fuentes en las afueras, de cuyas buenas aguas se surte el vecind. Confina el Térm.: N. Villar-Alto; E. Alcaracejos; S. Espiel, y O. la Lancha. El Terreno es de inferior calidad, comprendiendo una deh. de encinas. Los caminos son locales, y la correspondencia se recibe de Pozoblanco por medio de balijero. prod.: trigo, cebada, avena, centeno, garbanzos, lentejas, bellotas y hortalizas, algún vino y alguna fruta de peras, ciruelas y manzanas; cría ganado vacuno, lanar, cabrío, de cerda y mucho asnal, y caza de conejos y liebres. ind.: la agrícola y 7 molinos harineros que solo trabajan en tiempo de lluvias. Comercio: estracción de trigo, lentejas y garbanzos, é importación de aceite, vino y aguardiente. Pobl.: 416 vec., 1.664 almas. Contr.: 28.770 rs. y 5 mrs. Riqueza imp. (V. el art. part. jud.) El presupuesto municipal asciende á unos 2.000 rs., que se cubren con el fondo de propios.
El gefe español D. Pablo Morillo, á la cabeza de la segunda división del quinto ejército, batió en 22 de julio de 1811 á los franceses que ocupaban esta pobl., y los desalojó de ella.
Madoz, 1850, p. 236

## Demografía
Villanueva del Duque cuenta con una población de 1404 habitantes (INE 2024).
| Gráfica de evolución demográfica de Villanueva del Duque entre 1842 y 2021                                          |
| |
| Población de derecho según los censos de población del INE Población de hecho según los censos de población del INE |

## Economía

### Evolución de la deuda viva municipal
| Gráfica de evolución de Deuda viva del Ayuntamiento de Villanueva del Duque entre 2008 y 2019                                |
| |
| Deuda viva del Ayuntamiento de Villanueva del Duque en miles de Euros según datos del Ministerio de Hacienda y Ad. Públicas. |

## Clima
| Estación Meteorológica de Villanueva del Duque | Estación Meteorológica de Villanueva del Duque | Estación Meteorológica de Villanueva del Duque | Estación Meteorológica de Villanueva del Duque | Estación Meteorológica de Villanueva del Duque | Estación Meteorológica de Villanueva del Duque | Estación Meteorológica de Villanueva del Duque | Estación Meteorológica de Villanueva del Duque | Estación Meteorológica de Villanueva del Duque | Estación Meteorológica de Villanueva del Duque | Estación Meteorológica de Villanueva del Duque | Estación Meteorológica de Villanueva del Duque | Estación Meteorológica de Villanueva del Duque | Estación Meteorológica de Villanueva del Duque | Estación Meteorológica de Villanueva del Duque |
| Mes                                            | Ene                                            | Feb                                            | Mar                                            | Abr                                            | May                                            | Jun                                            | Jul                                            | Ago                                            | Sep                                            | Oct                                            | Nov                                            | Dic                                            | Anual                                          |                                                |
| ---------------------------------------------- | ---------------------------------------------- | ---------------------------------------------- | ---------------------------------------------- | ---------------------------------------------- | ---------------------------------------------- | ---------------------------------------------- | ---------------------------------------------- | ---------------------------------------------- | ---------------------------------------------- | ---------------------------------------------- | ---------------------------------------------- | ---------------------------------------------- | ---------------------------------------------- | ---------------------------------------------- |
| Temperatura media anual (°C)                   | 07,0                                           | 08,4                                           | 11,1                                           | 13,6                                           | 17,8                                           | 22,3                                           | 26,9                                           | 26,6                                           | 23,2                                           | 16,8                                           | 10,8                                           | 07,2                                           | 16,0                                           |                                                |
| Precipitación media (mm)                       | 55,7                                           | 57,1                                           | 50,2                                           | 48,6                                           | 38,6                                           | 26,5                                           | 11,3                                           | 12,2                                           | 18,5                                           | 61,3                                           | 57,8                                           | 66,1                                           | 503,9                                          |                                                |

## Fiestas y Lugares de Interés
- Santa Lucía: Se trata de una de las fiestas más antiguas y populares de Villanueva del Duque. El municipio cuenta desde tiempos remotos con esta hermandad en honor a la santa italiana. No se sabe exactamente el año de fundación de esta, aunque sí conocemos que ya en 1841 existía un listado con los devotos de esta advocación. En 1922 se decide hacer unos estatutos, en los que quedan fijados los cargos y las normas de funcionamiento de la hermandad. A modo de curiosidad, diremos que se trata de una hermandad exclusivamente de varones y que a día de hoy cuenta con más de 400 hermanos.
- Fiesta de las mozas: Su origen se desconoce, aunque, según la tradición, fue promovida hace muchos años por las autoridades civiles y eclesiásticas. Las hermanas están inscritas en una lista cuyo orden es inamovible, con el fin de cumplir una promesa, hecha en su momento a la Patrona, la Virgen de Guía. Las inscripciones se hacen desde muy temprana edad, ya que deben estar solteras para poder llegar a ser “hermanas mayoras”. Durante los tres años en que sirven a la Virgen no podrán contraer matrimonio.
- Fiestas en honor de Ntra. Sra. de Guía y San Jacinto: Del 14 al 18 de agosto se celebra la fiesta grande de Villanueva del Duque, que est· dedicada a sus dos patrones: La Santísima Virgen de Guía y San Jacinto.
- Semana Santa.
- Feria de turismo rural.

Lugares de Interés
- Ermita de San Gregorio
- Ermita de la Virgen de Guía, S. XIII (S. XVII cuando se reedifica)
- Minas del Soldado
- Parroquia de S. Mateo Apóstol ( S. XVI)
- Museo Antigua Molina ( Museo del Aceite)
- Callejón de la Peñalá
- Ruta de las Fuentes
- Ruta de las Cruces de Granito y los pozos
- Museo de Tallas Románicas ( interior iglesia parroquial)

## Personas destacadas
- Alejandro López Andrada, escritor.[4]
- Aurelio Teno (1927-2013), escultor y pintor.[5]
- Juan Benítez Conde (1841-1896), confesor de la reina Isabel II, caballero cubierto ante el rey. Contribuyó al mantenimiento del actual término municipal de la villa.
- Sebas Moyano, futbolista del Real Oviedo

https://es.wikipedia.org/wiki/Sebas_Moyano